# رهبری هزینه
رهبری هزینه مفهومی است که توسط مایکل پورتر توسعه یافت و در استراتژی تجاری به کار گرفته شد. رهبری هزینه راهی برای بنا نهادن مزیت رقابتی است. رهبری هزینه، در مفهوم اساسی به معنی کمترین هزینه اجرای عملیات در صنعت است. رهبری هزینه اغلب تحت تأثیر عواملی چون کارآمدی سازمان، اندازه و مقیاس فعالیت، محیط و تجربه جمعی (منحنی یادگیری) قرار دارد.
یک استراتژی رهبری هزینه به بهترین نحو، با بهره‌برداری مناسب از مقیاس تولید، حیطه کاری دقیق و دیگر عوامل اقتصادی، محصولاتی با استاندارهای بالا را بواسطه استفاده از تکنولوژی‌های پیشرفته تولید می‌کند. در سالهای اخیر شمار رو به افزایشی از شرکت‌ها ترکیبی از استراتژی‌ها را برای بدست آوردن رهبری بازار به کار می‌گیرند. این الگوها شامل موارد همزمان مانند استراتژی هزینه، استراتژی ارائه خدمات برتر به مشتری و استراتژی رهبری محصول می‌شود. رهبری هزینه مفهومی، متفاوت از رهبری قیمت است. شاید یک سازمان بتواند با کمترین هزینه تولید کند ولی قادر به ارائه محصولات و خدمات با کمترین قیمت نباشد، اگر سازمانی قادر به انجام چنین کاری می‌شد می‌توانست میانگین سود بیشتری نسبت به سطح متوسط داشته باشد. به هر حال شرکت‌های رهبر در هزینه، در عرصه قیمت هم به رقابت می‌پردازند و در راستای کسب ساختار و مدیریتی کم هزینه، مؤثر عمل می‌کنند.